# Николаевка (Боровский район)
Николаевка — деревня в Боровском районе Калужской области России.
Здесь 12 февраля 1942 года родился мастер заслуженный мастер спорта и заслуженный тренер, а также президент Федерации лыжных гонок России с 1996 года по 2004 год — Анатолий Васильевич Акентьев.
В местном колхозе работал счетоводом, краевед Боровского района, Григорий Николаевич Дешин.

## История
В «Списке населенных мест Калужской губернии» упоминается как казённая деревня Боровского уезда при реке Протве в трёх верстах от Боровска по Калужскому тракту, в которой насчитывалось 18 дворов и проживало 149 человек.
Существовавшая до революции в деревне часовня уничтожена в середине XX века. В 2004 году было принято решение о строительстве новой. Часовня Николая Чудотворца заложена в 2005, строительство проходило в 2009—2011 годах на средства В. Н. Гущина.